# Volkerak
Het Volkerak is een water dat zich ten zuidoosten van het Zuid-Hollandse eiland Goeree-Overflakkee bevindt. Aan de oostzijde van het Volkerak bevinden zich de Volkeraksluizen naar het Hollands Diep; aan de westzijde bevindt zich de Krammer.
In het zuiden van het Volkerak, begint het Schelde-Rijnkanaal naar Antwerpen. Meer naar het oosten stromen de Dintel en de Steenbergse Vliet in het Volkerak, en bevinden zich de Dintelse Gorzen, een groot natuurgebied.
Na de uitvoering van de Deltawerken is het ooit zo verraderlijke water getemd. De naam Hellegatsplein voor het verkeersknooppunt bij de Volkeraksluizen herinnert aan vroeger, toen het water hier zout was en wind en getij er nog vrij spel hadden.

## Etymologie
Het eerste gedeelte van de naam is mogelijk afgeleid van een persoonsnaam (Volcke, Folcke, Folk), zelf weer afgeleid van het Germaanse "Fulco" voor "volk". Het tweede gedeelte van de naam is verwant met het werkwood "rekken" en duidt in de regel een recht stuk water aan, hoewel het Volkerak toch min of meer bochtig is.

## Geschiedenis
Het Volkerak is naar schatting 600 jaar oud. Het is vermoedelijk ontstaan bij de Sint-Elisabethsvloed (1421), toen het gehele gebied tussen Dordrecht, Gorinchem en Roosendaal veranderde in een grote binnenzee (waarvan ook het Hollands Diep en de Biesbosch nog restanten zijn). In de eerste eeuw na het ontstaan leek het Volkerak nog het meest op de Waddenzee, een diepe kreek gelegen tussen slibplaten, met langs de randen een reeks kleinere eilanden.
In de 16e en 17e eeuw zijn delen van het Volkerak ingepolderd en is een reeks welvarende steden ontstaan, zoals Steenbergen en Dinteloord. Door de inpolderingen kwamen deze steeds verder van het open water af te liggen. Via kanalen probeerde men de schepen nog tot bij de stadjes te krijgen, maar toen ook de schepen groter werden, werden de havens onbereikbaar en nam de handel af.
Na de watersnoodramp van 1953 onderging het Volkerak zijn grootste verandering. Als gevolg van het deltaplan met onder meer de Volkerakdam werd het brakke getijdenwater afgesloten van zowel de zee als de rivieren. Het was de bedoeling dat het een weelderig natuurgebied zou worden, een paradijs voor watervogels. Dat liep echter anders: door het gebrek aan stroming (water doet er 270 dagen over om het meer te overbruggen) en de instroom van voedingsstoffen, heeft het Volkerak iedere zomer te lijden onder algenbloei. Hierdoor is het water ongeschikt als zwemwater en drinkwater en zelfs niet bruikbaar voor het bevloeien van landbouwgewassen. Het is duidelijk dat maatregelen getroffen moeten worden. De problematiek is echter dusdanig complex, dat lange tijd nog geen concrete plannen zijn gemaakt. Het is de bedoeling dat maatregelen in het tijdvak 2015-2020 genomen zullen gaan worden.

## Toekomst
Een goede oplossing voor de problematiek van de waterkwaliteit is het veranderen van het Volkerak van een zoetwatermeer in een zoutwatermeer, vergelijkbaar met de Grevelingen, maar dan mét terugkeer van een beetje getij. Hiertoe dienen wel internationale verdragen aangepast te worden, aangezien het Schelde-Rijnkanaal volgens de afspraken getijdenvrij dient te blijven. Mogelijk zal er een verbinding gemaakt worden met de Grevelingen, zodat ook daar het getij kan terugkeren. Dit biedt kansen voor getijdenenergie, alhoewel de eerste pogingen daartoe mislukt zijn. Het bezwaar van het verzouten van het Zoommeer is het risico van verzilting van het grondwater in het omringende gebied en als zoetwater bron in droge tijden.
In het kader van Ruimte voor de rivier is het Volkerak aangewezen als gebied voor berging van rivierwater gedurende perioden dat extreme afvoeren in de rivieren samenvallen met hoogwater op zee; een situatie die in de toekomst, bij een veranderend klimaat en stijgende zeespiegel, vaker voor zal komen. Een meer open verbinding tussen Hollands Diep en Volkerak en tussen Volkerak en Oosterschelde kan de hiervoor benodigde ruimte bieden, omdat het overtollige rivierwater zich dan over het hele estuarium kan verspreiden. Het Volkerak fungeert daarmee als klimaatbuffer door de gevolgen van de klimaatverandering op te vangen.
Waar de Dintel en de Steenbergse Vliet in het Volkerak uitmonden ligt straks weer een overgang tussen zoet (beek)water en zout (zee)water. Dit biedt kansen voor de ontwikkeling van mini-estuaria, waar de eb- en vloedbeweging zorgt voor een brakwaterzone en de uiterwaarden van waterlopen veranderen in getijdemoeras.